# Bulbostylis surinamensis
Bulbostylis surinamensis là một loài thực vật có hoa trong họ Cói. Loài này được Uittien mô tả khoa học đầu tiên năm 1925.